# Gurrumul
Gurrumul è il primo album in studio del cantautore australiano Geoffrey Gurrumul Yunupingu, pubblicato nel 2008.

## Tracce
1. Wiyathul – 5:53
2. Djȁrimirri – 3:55
3. Bȁpa – 2:35
4. Gurrumul History (I Was Born Blind) – 5:52
5. Marrandil – 6:26
6. Marwurrumburr – 3:15
7. Galiku – 8:21
8. Baywara – 6:23
9. Gȁthu Mȁwula – 4:28
10. Galupa – 5:00
11. Wirrpangu – 4:56
12. Wukun – 4:14

## Premi
- ARIA Music Awards
  - 2008 - "Independent Release"
  - 2008 - "Best World Music Album"
- Deadly Awards
  - 2008 - "Album of the Year"